# Vasja Bajc
Vasja Bajc (* 19. ledna 1962 v Lublani) je slovinský skokan na lyžích, reprezentant Jugoslávie a skokanský trenér.

## Sportovní kariéra
Jako skokan Vasja Bajc nedosáhl žádného oslnivého výsledku. Jeho největším úspěchem bylo 5. místo v závodě Světového poháru v Planici (1980) a 9. příčka z Harrachova (1984). Zúčastnil se i olympiády v Sarajevu (1984), kde obsadil solidní 15. místo na můstku K-90 a 17. místo na můstku K-70. Ve Světovém poháru se naposledy objevil začátkem roku 1988.

## Trenérská kariéra
Svou trenérskou kariéru začal v roce 1990 ve Španělsku, v zemi, která je pro skoky velmi exotická. Prestiž si vybudoval až při svém následném angažmá: jako kouč japonských skokanů, k nimž přišel v roce 1994, a jako individuální trenér excelentního skokana Kazujoši Funakiho. S japonskou reprezentací získal celkem 22 medailí, na olympiádě v Naganu (1998) jeho svěřenci získali čtyři medaile, z toho dvě zlaté.
Na následující olympiádě v Salt Lake City vyšli Japonci medailově naprázdno a Bajc podepsal smlouvu s nizozemským týmem. Rok poté působil u dalšího skokanského „trpaslíka“ - ve Švédsku.

### Angažmá v ČR
S dalším angažmá přišel i Bajcův druhý velký trenérský úspěch. V roce 2004 se stal trenérem českého A-týmu, probudil skokanský talent v Jakubu Jandovi a udělal z něj jednoho z nejlepších skokanů své doby i české historie.
Výchozí pozici neměl snadnou. České skoky se nacházely v hluboké krizi a zmítaly jimi osobní spory. Když se uvažovalo o Bajcově angažmá, na serveru skoky.cz se psalo: „Představa, že by naši skokané začali praktikovat 'pavoučí' styl mladého Švéda (narážka na švédského skokana Eriksona, kterého Bajc trénoval), nechává naskakovat husí kůži. Vasja Bajc není akceptovatelný v ČR téměř pro nikoho! A to ani za cenu, že by pracoval za plat českého trenéra! Zpackanou práci kolem českého skoku musí napravit zase Češi, kteří za současný stav mohou.“
Janda však velmi rychle výkonnostně vyrostl. Solidní zlepšení naznačovala již letní Grand prix a hned v druhém závodě Světového poháru obsadil třetí místo. Následovaly velké úspěchy v závodech i na mistrovství světa. Poté, co svaz splnil podmínky, které si Bajc kladl pro setrvání v ČR, podepsal trenér novou smlouvu a český tým měl vést minimálně do olympiády v Turíně. Před olympiádou však vypukly spory mezi „Jandys Teamem“, lidmi okolo Jakuba Jandy, a Svazem lyžařů ČR. Vasja Bajc se přiklonil na stranu Svazu. Šéf skokanského úseku Leoš Škoda řekl médiím, že Bajc je rozhodnut kvůli kritice nejet do Turína. To rozhodilo Jakuba Jandu a na olympiádě měl k medailím daleko. Závěr sezóny si však již pohlídal a Bajcův svěřenec vyhrál Světový pohár. Další působení v ČR však již Bajc vyloučil. O Jandově otci dokonce řekl: „Je to negativní faktor ve skoku. Jak se to česky říká. To je hnus, napište, že je hnus, jde mu jen o peníze a sám Jakub z toho bude mít problémy.“

### Trenérská angažmá
- 1990–1994: Španělsko
- 1994–2002: Japonsko
- 2002–2003: Nizozemsko
- 2003–2004: Švédsko
- 2004–2006: Česko
- 2006–2006: Slovinsko
- 2006–? : Turecko

## Ocenění
- Stal se vítězem trenérské části ankety Král bílé stopy 2005.

## Zajímavosti
- Bajcovým trenérem byl Zdeněk Remsa, a proto umí Bajc solidně česky.
- Bajcův syn z prvního manželství Lovro je hokejista, zajímal se o něj i liberecký extraligový tým
- Má zálibu v knihách z mafiánského prostředí